# یخبندان هورونی
| زمان‌بندی زمین‌شناسی    |                          |                         |                         |
| پیدازیوی (فانروزوئیک) | نوزیوی (سنوزوئیک)        | کواترنری                |                         |
| پیدازیوی (فانروزوئیک) | نوزیوی (سنوزوئیک)        | نئوژن                   |                         |
| پیدازیوی (فانروزوئیک) | نوزیوی (سنوزوئیک)        | پالئوژن                 |                         |
| پیدازیوی (فانروزوئیک) | میانه‌زیوی (مزوزوئیک)     | کرتاسه                  |                         |
| پیدازیوی (فانروزوئیک) | میانه‌زیوی (مزوزوئیک)     | ژوراسیک                 |                         |
| پیدازیوی (فانروزوئیک) | میانه‌زیوی (مزوزوئیک)     | تریاس                   |                         |
| پیدازیوی (فانروزوئیک) | دیرینه‌ زیوی (پالئوزوئیک) | پرمین                   |                         |
| پیدازیوی (فانروزوئیک) | دیرینه‌ زیوی (پالئوزوئیک) | کربونیفر                |                         |
| پیدازیوی (فانروزوئیک) | دیرینه‌ زیوی (پالئوزوئیک) | دوونین                  |                         |
| پیدازیوی (فانروزوئیک) | دیرینه‌ زیوی (پالئوزوئیک) | سیلورین                 |                         |
| پیدازیوی (فانروزوئیک) | دیرینه‌ زیوی (پالئوزوئیک) | اردویسین                |                         |
| پیدازیوی (فانروزوئیک) | دیرینه‌ زیوی (پالئوزوئیک) | کامبرین                 |                         |
| نهان‌زیوی (پرکامبرین)  | پیشین‌زیوی (پروتروزوئیک)  | پیشین‌زیوی (پروتروزوئیک) | پیشین‌زیوی (پروتروزوئیک) |
| نهان‌زیوی (پرکامبرین)  | نخست‌زیوی (آرکئن)         |                         |                         |
| نهان‌زیوی (پرکامبرین)  | پیشازیوی (هادئن)         |                         |                         |

یخبندان هورونی (به انگلیسی: Huronian glaciation یا Makganyene glaciation) شاید قدیمی‌ترین و یکی از یخبندان‌های بزرگ و دراز مدت و به ویژه شاید سراسری و به گونهٔ یکپارچه است که در آن همه جای زمین از برف یخ پوشیده شد و زمین به یک گوی برفی تبدیل شد.
یخبندان هورونی دو هزار و چهارصد میلیون سال پیش و تقریباً در آغاز دورهٔ پیشین‌زیستی روی داده و تا دو هزار و صد میلیون سال پیش به درازا کشیده است. یخبندان هورونی درست به دنبال رویداد بزرگ اکسیژنی روی داده؛ در زمانی که انباشته‌شدن اکسیژن در هوا کره زمین انگیزهٔ پائین آمدن گاز گلخانه‌ای متان در این هوا کره شد. یخبندان هورونی کهن‌ترین یخبندانی است که تا کنون شناسائی شده و در آن هنگام زندگی سادهٔ روی زمین تنها به گونهٔ چند سلولی بود.

## انگیزهٔ نام‌گذاری
دریاچهٔ هیورون سومین دریاچه بزرگ آب شیرین دنیاست و در آمریکای شمالی در مرز ایالات متحده آمریکا با استان انتاریو کانادا قرار گرفته است. یافته‌های ارزشمندی که با بررسی سه لایه از رسوبات یخبندان این دوره که با رسوبات غیر یخبندانی کاملاً از هم جدا می‌شوند در این دریاچه پیدا شده که پاسخ‌گوی پرسش‌های ناشناخته‌ای در پیوند با این دوره از زمین‌شناسی است. از این جهت این دوره از زمین‌شناسی یخبندان هوریون نامیده می‌شود.

## عوامل پدیدآورنده
خورشید در آن زمان به مقدار قابل توجهی سردتر از امروز بود و دلیل گرم‌تر بودن زمین در دورهٔ قبل از این یخبندان می‌توانست بودن گاز گلخانه‌ای ئی متان که در آن هنگام در هواکره فراوان بود، باشد. تأثیر مثبت این گاز گلخانه‌ای در نگهداری دمای زمین و جلوگیری از باز تاب بخش بزرگتری از دما به برون از هواکره خود عامل بزرگی در نگاه داشته شدن دمای زمین بالای خط انجماد بوده است.
می‌دانیم که شروع یخبندان هورونی و همچنین رویداد بزرگ اکسیژنی هر دو در یک دورهٔ نزدیک به هم پیش آمده و بنابراین تأثیر ورود اکسیژن و نابودی لایهٔ متان را که بدنبال آن پیش آمده، می‌تواند عامل مؤثر دیگری برای شروع یخبندان هورونی باشد.